# Ricardo A. Latcham
Ricardo Antonio Latcham Alfaro (La Serena, 17 de abril de 1903-La Habana, Cuba, 25 de enero de 1965) fue un escritor, crítico literario, historiador y político chileno.

## Datos biográficos
Hijo del antropólogo y director del Museo Nacional de Historia Natural Ricardo Latcham Cartwright, nacido en Inglaterra, y de Sara Alfaro Aspeé, oriunda de La Serena.

## Carrera
Efectuó sus estudios de primaria en el Instituto de Humanidades y de secundaria en el Instituto Nacional. En 1919, publicó sus primeras crónicas en el periódico El Chileno de La Serena. A los diecisiete años comenzó su carrera como crítico literario en La Revista Católica, labor que ejerció durante toda su vida.
Marchó al exilio a Europa entre 1927-1929 por la dictadura de Carlos Ibáñez del Campo. Fue uno de los fundadores del Partido Socialista de Chile (PS) en 1933. Posteriormente, se retiró del PS y participó en la fundación de la Unión Socialista y la Alianza Popular Libertadora.
Fue elegido regidor por la Municipalidad de Santiago (1937) y diputado por la 7.ª agrupación departamental de Santiago, primer distrito (1937 a 1941). Fue miembro de número de la Academia Chilena de la Lengua en 1956.
Invitado como miembro del jurado Premio Casa de las Américas, Latcham murió repentinamente en La Habana el 25 de enero de 1965.
En 1969 el PEN Club Chile, institución de la que fue su presidente, creó el "Premio Ricardo Latcham" en su honor, premio «destinado a distinguir a un escritor chileno caracterizado por su alta jerarquía artística e intelectual». El primer escritor en ser distinguido con este galardón fue Edgardo Garrido Merino.

## Obras
- Escalpelo: ensayos críticos (1925)
- Chuquicamata estado yankee (visión de la montaña roja) (1926)
- Vidas ardientes (1926)
- Itinerario de la inquietud (1931)
- Vida de Manuel Rodríguez: el guerrillero (1932)
- Estampas del Nuevo Extremo (1941)
- 12 ensayos: antología de Santiago (1944)
- Aspectos del criollismo en América (1956) junto con Ernesto Montenegro y Manuel Vega
- Antología del cuento hispanoamericano (1958)
- Blest Gana y la novela realista (1959)
- Carnet crítico: ensayos (1962)
- Antología: crónica de varia lección (1965, Selección y prólogo de Alfonso Calderón y Pedro Lastra)
- Páginas escogidas (1969, selección, ordenación y notas de Lastra y Calderón)
- Libro de ver y andar (1970, selección, ordenación y notas de Calderón y Lastra)
- Varia lección (2000, selección y nota preliminar de Lastra y Calderón, recopilación Pedro Pablo Zegers)